# Lormaye
Lormaye – miejscowość i gmina we Francji, w Regionie Centralnym, w departamencie Eure-et-Loir.
Według danych na rok 1990 gminę zamieszkiwały 562 osoby, a gęstość zaludnienia wynosiła 393 osoby/km² (wśród 1842 gmin Regionu Centralnego Lormaye plasuje się na 633. miejscu pod względem liczby ludności, natomiast pod względem powierzchni na miejscu 1421.).